# Juan Pablo Rebella
Juan Pablo Rebella (Montevidéu (Uruguai), 3 de Dezembro de 1974 - Montevidéu, 5 de Julho de 2006) foi um cineasta uruguaio. Foi premiado internacionalmente pela realização dos filmes 25 Watts e Whisky, juntamente com o também cineasta Pablo Stoll.
Juan Pablo Rebella estudou na Universidade Católica do Uruguai, onde conheceu o também cineasta Pablo Stoll. Formaram-se juntos em 1999 e desde então trabalharam juntos. Inicialmente fez várias curtas-metragens como Buenos y Santos (Bons e Santos) e Víctor y los elegidos (Vítor e os eleitos), sempre trabalhando com Pablo Stoll e com o produtor Fernando Epstein, que também era seu amigo. Os três fundaram a produtora Control Z no Uruguai e em 2001 estrearam o seu primeiro longa-metragem, 25 Watts, que obtieve grande aceitação entre o público e a crítica. Em 2004 estrearam o que se tornaria seu segundo filme, Whisky, que conquistou inúmeros prêmios internacionais.
Em 06 de Julho de 2006, Juan Pablo Rebella foi encontrado morto em seu apartamento. Segundo a imprensa local, ele teria cometido suicídio durante a madrugada. Ele estava preparando o roteiro para o que seria seu terceiro filme com Pablo Stoll.